# Hoppszahopp
A Hoppszahopp (eredeti cím: Boundin) 2003-as Oscar-jelölt rövidfilm, melyet a Disney-Pixar filmje, A Hihetetlen család előtt láthattunk.
Főszereplője egy bárány, akinek tánca nagyon népszerű a többi állat körében, ám egy nap megnyírják, s így mezítelenül már szégyenlős, s emiatt a tánc sem megy. Felbukkan a színen egy nyúlból lett antilop, akitől megtanulja, hogy nem számít a külső, s hogy sokkal jobb ugrálni, mint táncolni. A bárány erőt vesz magát, s ezzel visszanyeri népszerűségét is.
Bud Luckey író-rendező tervezte és szólaltatja meg az összes szereplőt, s ő szerezte a zenét is (a magyar változatban Kristóf Tibor hangját hallhatjuk). Brad Bird A Hihetetlen család DVD-kommentárjában elmondja, eredeti elképzelése szerint a kisfilm bevezetéseként Rick Spender (A Hihetetlen család szuperhős-ügynöke, akit szintén Bud Luckey szinkronizált) belép egy szobába, leül és előveszi bendzsóját.
A Hoppszahopp megtalálható A Hihetetlen család kétlemezes DVD-jének második lemezén, Bud Luckey kommentárjával, és egy Ki az a Bud Luckey? című rövidfilmmel.

## Érdekességek
Mint sok más Pixar-film, a Hoppszahopp is tartalmaz néhány elemet más filmekből. A következők elhangzanak A Hihetetlen család DVD-kommentárjában is:
- A Ford T-modell, amivel a birkanyíró érkezik, ugyanaz a modell, amit a 2006-os Verdák-ban láthatunk. Erről az autóról mintázták Kipufogó-fürdő alapítójának, Stanleynek a szobrát.
- A birkanyíró keze a fogorvosé (P. Sherman) a Némó nyomábanból.
- A kis tó halait szintén felhasználták a Némó nyomábanhoz.